# Menumbok
Menumbok, manchmal auch Menumbuk, ist eine Gemeinde und ein Unterdistrikt im Westen des malaysischen Bundesstaats Sabah. Das Zentrum der Gemeinde befindet sich an der Mündung des Sungai Klias und dem nördlichen Ende der Brunei Bay. Menumbok gehört zur Interior Division und liegt etwa 165 Straßenkilometer südwestlich der Landeshauptstadt Kota Kinabalu. Verwaltungstechnisch gehört sie zum Distrikt Kuala Penyu.

## Infrastruktur
Menumbok ist Anleger für den Fährverkehr zwischen Sabah und Labuan. Aufgrund der kurzen Distanz ist die Strecke Menumbok-Labuan die schnellste und preisgünstigste Verbindung ins Bundesterritorium Labuan.

## Politik
Menumbok gehört zum Wahlbezirk P.177 (Beaufort). In der gesetzgebenden Versammlung von Sabah (Dewan Undangan Negeri Sabah) ist der Unterdistrikt durch den Abgeordneten des Wahlkreises Kuala Penyu N.26 vertreten.

## Gliederung des Unterdistrikts
Der Unterdistrikt Membakut ist in drei Gemeindeverwaltungen (mukim) aufgeteilt:
- Mukim Mempakul mit der Stadt Menumbok und den Siedlungen Mempakul, Kampung Laut Menumbok, Kampung Darat Menumbok, Kampung Bukit Nuri, Kampung Peringan und Kampung Sarap / Siampak
- Mukim Tanjung Aru mit den Siedlungen (kampung) Tanjung Aru, Sangkabok, Lambidan, Melikai, Manggis / Golong-Golongan, Jungkun und Jagus
- Mukim Kilugus mit den Siedlungen (kampung) Kilugus, Siaun, Sinapokan, Matadan, Kelampun, Kepayan Skim und Batu Linting